# Hans Noris
Hans Andreas Noris (* 27. Dezember 1883 in München; † 21. November 1954 in Pertisau) war ein deutscher Architekt.

## Werdegang
Der Münchner Kaufmannssohn Hans Andreas Noris machte 1902 das Abitur am Wilhelmsgymnasium München.
Noris war vom 9. September bis zum 17. November 1918 Offizier der Pressesektion des Bayerischen Kriegsministeriums. Von 1929 bis 1954 war er Mitglied, schließlich Vorsitzender des Aufsichtsrates der Bayerischen Hypotheken- und Wechsel-Bank. Als Vermögensverwalter des Erbes des Großvaters seiner Ehefrau, Hugo von Maffei, verflocht er Kapital in Aktivitäten von August Lenz, die sich in der Konjunktur von Arisierungen bewegten.
Noris war von 1931 bis Juli 1943 Mitglied des Aufsichtsrates der BMW AG. Im Jahr 1944 war er Vorsitzender des Aufsichtsrates der Held & Francke Bauaktiengesellschaft. In der zweiten Juliwoche des Jahres 1945 gehörte er zu 102 Bankiers und Industriellen des Nazi-Regimes, welche von den US-amerikanischen Militärbehörden in Bayern verhaftet wurden.

## Familie
1909 heiratete Noris in München Pauline Friederike Franziska von Maffei (1861–1926), eine Enkelin Hugo von Maffeis. Aus der Ehe stammten zwei Kinder, der Architekt Heinz Noris (1909–1991) und Gabriele Noris (1916–1955).

## Bauten
- 1908: Beschluss zum Bau eines neuen Schulhauses in Lindenberg im Allgäu nach Plänen von Hans Noris (Firma Ackermann & Co., München)
- 1910: römisch-katholische Kapelle St. Martin in Nadenberg bei Lindenberg im Allgäu (neobarocke Dreikonchenanlage)[12]
- 1911–1912: Aussegnungshalle in Lindenberg im Allgäu (Jugendstil)
- 1912: Palais Sonnenhof in Starnberg
- 1912: Villa Robert-Koch-Straße 33 in Grünwald (zweigeschossiger Putzbau mit Walmdach und seitlichem Anbau in Formen des späten Jugendstils)[13]